# Kubitzki-System
Das Kubitzki-System ist ein System der Pflanzentaxonomie, welches von Klaus Kubitzki entwickelt wurde. Es bildet das Gerüst für die laufende englischsprachige Bestandsaufnahme der Gefäßpflanzen mit dem Titel The Families and Genera of Vascular Plants, welche im Jahr 2018 mittlerweile auf 15 Bände angewachsen ist. Diese botanische Enzyklopädie ist eine mehrbändige Bearbeitung der Gefäßpflanzen mit Bestimmungsschlüssel und Beschreibung aller Familien und Gattungen, meistens von Spezialisten für die jeweiligen Pflanzengruppen ausgeführt. Das Kubitzki-System diente als Grundlage für die Klassifizierung in Mabberley's Plant-Book, einem Wörterbuch der Gefäßpflanzen. Mabberley bemerkt in seiner Einleitung auf Seite xi der Ausgabe von 2008, dass das Kubitzki-System den Standard darstellt, an dem andere Werke gemessen werden.
Bezüglich der Stellung von Ordnungen und Familien ähnelt das System in seinen ersten Bänden der Bedecktsamer ziemlich den Systemen von Dahlgren (Monokotyledonen) und Cronquist (Dikotyledonen), aber die späteren Bände wurden durch Ergebnisse der molekularen Phylogenetik beeinflusst.
Der erste Band der Serie (Pteridophytes and Gymnosperms) behandelt die Lycophyten, Monilophyten und Gymnospermen und wurde 1990 veröffentlicht. Bis 2010 erschienen weitere neun Bände, welche 39 jener 59 Ordnungen der Blütenpflanzen erfassen, die vom APG III System anerkannt sind. Band 9 enthält u. a. die Ordnung Saxifragales außer der Gattung Medusandra, die 2009 aus den Malpighiales hier her verschoben worden ist. Band 10 (2011) behandelt die Familie Myrtaceae und die Ordnungen Cucurbitales und Sapindales. Band 11 (Malpighiales) erschien im Jahr 2014, die Bände 12 (Santalales, Balanophorales) und 13 (Poaceae) im Jahre 2015.
Band 2 sowie 5–7 behandeln Dikotyledonen, während in den Bänden 3, 4 und 13 Monokotyledonen beschrieben werden. Die Bände 8–15 beschäftigen sich mit Eudikotyledonen.
Weil es das Resultat eines noch fortwährenden Arbeitsprozesses darstellt, ist das Kubitzki-System für solche Pflanzengruppen noch unvollständig, die noch nicht behandelt worden sind, und schon komplett beschriebene Gruppen wurden noch nicht im Lichte neuesten Kenntnisstandes analysiert. Seit dem Erscheinen des ersten Bandes im Jahr 1990 wurden viele neue Erkenntnisse auf dem Gebiet der Pflanzentaxonomie gewonnen, hauptsächlich durch phylogenetische Analysen von DNA-Sequenzen. Während dieser Zeitspanne wurde die Klassifikation der Farne von Grunde auf überholt. Auch einige Familien der Gymnospermae wurden überarbeitet.
Im Bereich der Blütenpflanzen folgt das Kubitzki-System den Entwürfen der Angiosperm Phylogeny Group, zuletzt aktualisiert im Jahr 2009 (APG III), ausgenommen die Anerkennung kleinerer abgespaltener Familien.

## Klassifikation
- 1 divisio Pteridophyta
1 classis Psilotatae
Psilotaceae
2 classis Lycopodiatae
Isoetaceae
Lycopodiaceae
Selaginellaceae
3 classis Equisetatae
Equisetaceae
4 classis Filicatae
Aspleniaceae
Azollaceae
Blechnaceae
Cheiropleuriaceae
Cyatheaceae
Davalliaceae
Dennstaedtiaceae
Dicksoniaceae
Dipteridaceae
Dryopteridaceae
Gleicheniaceae
Grammitidaceae
Hymenophyllaceae
Hymenophyllopsidaceae
Lomariopsidaceae
Lophosoriaceae
Loxsomataceae
Marattiaceae
Marsileaceae
Matoniaceae
Metaxyaceae
Monachosoraceae
Nephrolepidaceae
Oleandraceae
Ophioglossaceae
Osmundaceae
Plagiogyriaceae
Polypodiaceae
Pteridaceae
Salviniaceae
Schizaeaceae
Thelypteridaceae
Vittariaceae
- 2 divisio Pinophyta oder Gymnospermae
1 subdivisio Coniferophytina
1 classis Ginkgoatae
Ginkgoaceae
2 classis Pinatae
1 ordo Pinales
Araucariaceae
Pinaceae
Sciadopityaceae
Taxodiaceae
Cupressaceae
Phyllocladaceae
Podocarpaceae
2 ordo Taxales
Cephalotaxaceae
Taxaceae
2 subdivisio Cycadophytina
1 classis Cycadatae
ordo Cycadales
Boweniaceae
Cycadaceae
Stangeriaceae
Zamiaceae
2 classis Gnetatae
ordo Gnetales
Ephedraceae
Welwitschiaceae
Gnetaceae
- 3 divisio Magnoliophyta oder Angiospermae
subdivisio Magnoliophytina
1 classis Monocotyledoneae oder Liliopsida [komplett] (unter Rolf Dahlgren's Mitarbeit)
1 superordo Acoranae
Acoraceae
Zu keiner Ordnung gehörend
Nartheciaceae
2 superordo Alismatanae
1 ordo Arales
Araceae
Lemnaceae
2 ordo Alismatales
Butomaceae
Alismataceae
Limnocharitaceae
Hydrocharitaceae
Najadaceae
Aponogetonaceae
Scheuchzeriaceae
Juncaginaceae
Potamogetonaceae
Ruppiaceae
Posidoniaceae
Zosteraceae
Zannichelliaceae
Cymodoceaceae
3 superordo Lilianae
1 ordo Liliales
Campynemataceae
Luzuriagaceae
Alstroemeriaceae
Colchicaceae
Melanthiaceae
Trilliaceae
Liliaceae
Calochortaceae
Petermanniaceae
Smilacaceae
Philesiaceae
2 ordo Asparagales
Orchidaceae
Iridaceae
Doryanthaceae
Lanariaceae
Ixioliriaceae
Hypoxidaceae
Johnsoniaceae
Hemerocallidaceae
Tecophilaeaceae
Blandfordiaceae
Asteliaceae
Boryaceae
Asphodelaceae
Xanthorrhoeaceae
Aphyllanthaceae
Anemarrhenaceae
Amaryllidaceae
Agapanthaceae
Alliaceae
Themidaceae
Asparagaceae
Hyacinthaceae
Lomandraceae
Herreriaceae
Hostaceae
Anthericaceae
Agavaceae
Eriospermaceae
Ruscaceae
Behniaceae
Dracaenaceae
Convallariaceae
Nolinaceae
3 ordo Triuridales
Triuridaceae
4 ordo Dioscoreales
Dioscoreaceae
Trichopodaceae
Taccaceae
Burmanniaceae
Corsiaceae
5 ordo Pandanales
Pandanaceae
Cyclanthaceae
Velloziaceae
Acanthochlamydaceae
Stemonaceae
Pentastemonaceae
4 superordo Commelinanae
1 ordo Principes
Palmae
2 ordo Dasypogonales
Dasypogonaceae
3 ordo Bromeliales
Bromeliaceae
 ?Rapateaceae (siehe auch Xyridales)
4 ordo Commelinales
Commelinaceae
Pontederiaceae
Philydraceae
Haemodoraceae
5 ordo Xyridales
Mayacaceae
Xyridaceae
Eriocaulaceae
 ?Rapateaceae
6 ordo Zingiberales
Musaceae
Strelitziaceae
Lowiaceae
Heliconiaceae
Costaceae
Zingiberaceae
Cannaceae
Marantaceae
 ?Hanguanaceae (möglicherweise verwandt mit Zingiberales oder Commelinales)
7 ordo Typhales
Typhaceae
8 ordo Juncales
Juncaceae
Thurniaceae
Cyperaceae
9 ordo Poales
Flagellariaceae
Restionaceae
Ecdeiocoleaceae
Anarthriaceae
Centrolepidaceae
Joinvilleaceae
Poaceae
Incertae sedis in Monokotyledonen
Hydatellaceae

- 2 classis Dicotyledoneae oder Magnoliopsida [unvollständig]
1 subclassis Magnoliidae
1 superordo Magnolianae (niedere Magnoliids)
1 ordo Magnoliales
Himantandraceae
Eupomatiaceae
Austrobaileyaceae
Degeneriaceae
Magnoliaceae
Annonaceae
Myristicaceae
 ?Canellaceae
 ?Lactoridaceae
Amborellaceae
Trimeniaceae
Chloranthaceae
Monimiaceae
Gomortegaceae
Lauraceae
Hernandiaceae
Calycanthaceae
2 ordo Illiciales
Winteraceae
 ?Canellaceae
Illiciaceae
Schisandraceae
3 ordo Aristolochiales
Aristolochiaceae
Hydnoraceae
 ?Rafflesiaceae
4 ordo Piperales
Saururaceae
Piperaceae
2 superordo Ranunculanae (höhere Magnoliids)
1 ordo Nelumbonales
Nelumbonaceae
2 ordo Ranunculales
Lardizabalaceae
Berberidaceae
Menispermaceae
Ranunculaceae
 ?Circaeasteraceae
Pteridophyllaceae
Papaveraceae
Fumariaceae
3 superordo Nymphaeanae
ordo Nymphaeales
Cabombaceae
Nymphaeaceae
 ?Ceratophyllaceae
4 superordo Caryophyllanae
ordo Caryophyllales (inkl.:Centrospermae Eichler)
Familie mit Stern *, enthalten in Erweiterte Caryophyllales in Band V.
Familie mit Pluszeichen +,  nur erwähnt in Band V, aber nicht in Band II.

- Nepenthaceae *
Droseraceae *
Drosophyllaceae *
Simmondsiaceae *
Rhabdodendraceae *
Asteropeiaceae *
Physenaceae *
Ancistrocladaceae *
Dioncophyllaceae *
Frankeniaceae *
Tamaricaceae *
Klade Centrospermae
Caryophyllaceae
Molluginaceae
Aizoaceae
Amaranthaceae
Chenopodiaceae
Halophytaceae
Stegnospermaceae
Achatocarpaceae
Phytolaccaceae
Nyctaginaceae
Cactaceae
Portulacaceae
Didiereaceae
Basellaceae
Hectorellaceae
Barbeuiaceae +
Sarcobataceae +
Petiveriaceae +
Agdestidaceae +
5 superordo Hamamelidanae
1 ordo Trochodendrales
Trochodendraceae
Eupteleaceae
Cercidiphyllaceae
 ?Myrothamnaceae
2 ordo Hamamelidales
Platanaceae
Hamamelidaceae
3 ordo Fagales
Fagaceae
Betulaceae
Ticodendraceae
4 ordo Juglandales
Rhoipteleaceae
Juglandaceae
Myricaceae
5 ordo ?Casuarinales
Casuarinaceae
6 superordo Polygonanae
ordo Polygonales
Polygonaceae
7 superordo Plumbaginanae
ordo Plumbaginales
Plumbaginaceae
8 superordo Malvanae
ordo Malvales
Neuradaceae
Tepuianthaceae
Thymelaeaceae
Dipterocarpaceae
Diegodendraceae
Sphaerosepalaceae
Cistaceae
Sarcolaenaceae
Bixaceae
Cochlospermaceae
Muntingiaceae
Malvaceae

In Band 5 bis 8 sind keine Gruppen mit höherem taxonomischen Rang als der Ordnung aufgeführt.
- ordo Capparales
Bataceae
Salvadoraceae
Tropaeolaceae
Limnanthaceae
Caricaceae
Moringaceae
Setchellanthaceae
Akaniaceae
Gyrostemonaceae
Resedaceae
Pentadiplandraceae
Tovariaceae
Koeberliniaceae
Cruciferae oder Brassicaceae
Capparaceae
Emblingiaceae
Zu keiner Ordnung gehörend, aber verwandt mit Capparales
Tapisciaceae
ordo Celastrales
Parnassiaceae
Lepidobotryaceae
Celastraceae
ordo Oxalidales
Oxalidaceae
Connaraceae
Cephalotaceae
Brunelliaceae
Cunoniaceae
Elaeocarpaceae
ordo Rosales (# korrigierte Position, früher in Urticales in Band 2)
Rosaceae (inkl. Guamatela)
Dirachmaceae
Rhamnaceae
Barbeyaceae #
Elaeagnaceae
Ulmaceae #
Moraceae #
Cecropiaceae (inkl. Cannabaceae) #
Urticaceae #
ordo Cornales
Hydrostachyaceae
Curtisiaceae
Grubbiaceae
Cornaceae
Hydrangeaceae
Loasaceae
ordo Ericales
Theophrastaceae
Samolaceae
Maesaceae
Myrsinaceae
Primulaceae
Actinidiaceae
Balsaminaceae
Marcgraviaceae
Pellicieraceae
Tetrameristaceae
Ericaceae
Clethraceae
Cyrillaceae
Roridulaceae
Sarraceniaceae
Diapensiaceae
Lissocarpaceae
Polemoniaceae
Fouquieriaceae
Scytopetalaceae
Lecythidaceae
Napoleonaeaceae
Styracaceae
Ebenaceae
Sladeniaceae
Theaceae
Ternstroemiaceae
Sapotaceae
Symplocaceae
ordo Lamiales
Bignoniaceae
Buddlejaceae
Byblidaceae
Callitrichaceae
Carlemanniaceae
Cyclocheilaceae
Gesneriaceae
Globulariaceae
Hippuridaceae
Labiatae
Lentibulariaceae
Martyniaceae
Myoporaceae
Nesogenaceae
Oleaceae
Pedaliaceae
Phrymaceae
Plantaginaceae
Plocospermataceae
Scrophulariaceae
Stilbaceae
Tetrachondraceae
Trapellaceae
Verbenaceae
ordo Asterales
Alseuosmiaceae
Argophyllaceae
Compositae oder Asteraceae
Unterfamilie Barnadesioideae
Unterfamilie Mutisioideae
Unterfamilie Carduoideae
Unterfamilie Cichorioideae
Unterfamilie Asteroideae
Calyceraceae
Campanulaceae
Carpodetaceae
Goodeniaceae
Menyanthaceae
Pentaphragmataceae
Phellinaceae
Rousseaceae
Stylidiaceae

Band 9 widmet sich den übergeordneten Gruppen Rosidae and Asteridae
- Zu keiner Ordnung gehörend
Sabiaceae
ordo Proteales
Proteaceae
Platanaceae (korrigierte Position, früher in Hamamelidales in Band 2)
Nelumbonaceae (korrigierte Position, früher in Nelumbonales in Band 2)
ordo Buxales
Buxaceae
Didymelaceae
ordo Gunnerales
Gunneraceae
Myrothamnaceae (korrigierte Position, früher in Trochodendrales in Band 2)
Zu keiner Ordnung gehörend
Dilleniaceae
ordo Saxifragales
Altingiaceae (neu aufgestellte Familie, eingegliedert in Hamamelidaceae in Band 2)
Aphanopetalaceae
Cercidiphyllaceae (korrigierte Position, früher in Trochodendrales in Band 2)
Crassulaceae
Daphniphyllaceae
Grossulariaceae
Haloragaceae
Hamamelidaceae (korrigierte Position, früher in Hamamelidales in Band 2)
Iteaceae
Paeoniaceae
Penthoraceae
Peridiscaceae (außer Medusandra)
Pterostemonaceae
Saxifragaceae
Tetracarpaeaceae
ordo Vitales
Leeaceae
Vitaceae
ordo Zygophyllales
Krameriaceae
Zygophyllaceae
Zu keiner Ordnung gehörend
Huaceae
ordo Geraniales
Geraniaceae
Ledocarpaceae
Melianthaceae
ordo Crossosomatales (Guamatela nun in Rosaceae in Band 6)
Aphloiaceae
Crossosomataceae
Geissolomataceae
Ixerbaceae
Stachyuraceae
Staphyleaceae
Strasburgeriaceae
Zu keiner Ordnung gehörend
Picramniaceae
ordo Berberidopsidales
Aextoxicaceae
Berberidopsidaceae
ordo Malpighiales p.p.
Podostemaceae
Bonnetiaceae
Hypericaceae
Clusiaceae p.p.
Turneraceae
Malesherbiaceae
Passifloraceae

In Band 10 werden die Ordnungen Sapindales and Cucurbitales beschrieben sowie die Familie Myrtaceae (aus Myrtales).
- ordo Sapindales
Biebersteiniaceae
Nitrariaceae
Tetradiclidaceae
Sapindaceae
Kirkiaceae
Anacardiaceae
Burseraceae
Rutaceae
Simaroubaceae
Meliaceae
ordo Cucurbitales
Anisophylleaceae
Coriariaceae
Corynocarpaceae
Cucurbitaceae
Datiscaceae
Begoniaceae
ordo Myrtales
Myrtaceae

In Band 11 werden die restlichen Malpighiales bearbeitet (außer den Familien Achariaceae, Malpighiaceae, Salicaceae)
- ordo Malpighiales p.p.
Lophopyxidaceae
Putranjivaceae
Caryocaraceae
Euphorbiaceae
Ixonanthaceae
Linaceae
Euphroniaceae
Chrysobalanaceae
Dichapetalaceae
Trigoniaceae
Balanopaceae
Elatinaceae
Calophyllaceae
Rhizophoraceae
Ctenolophonaceae
Medusagynaceae
Quiinaceae
Pandaceae
Ochnaceae
Erythroxylaceae
Centrolepidaceae
Goupiaceae
Humiriaceae
Irvingiaceae
Violaceae

Band 12 beinhaltet die Ordnungen Santalales und Balanophorales
- ordo Santalales
Misodendraceae
Loranthaceae
Viscaceae
Eremolepidaceae
Opiliaceae
Aptandraceae
Schoepfiaceae
Octoknemaceae
Coulaceae
Santalaceae
Olacaceae
Ximeniaceae
ordo Balanophorales
Balanophoraceae

### Komplette Liste vonThe Families and Genera of Vascular Plants(Springer-Verlag, Berlin) bis 2018
- K. U. Kramer, P. Green: Pteridophytes and gymnosperms. 1990, ISBN 3-540-51794-4. (springer.com)
- Klaus Kubitzki, Jens G. Rohwer, Volker Bittrich: Magnoliid, hamamelid, and caryophyllid families. 1993, ISBN 3-540-55509-9. (books.google.com.ar)
- K. Kubitzki (Hrsg.): Lilianae (except Orchidaceae). 1998, ISBN 3-540-64060-6. (books.google.ca)
- Klaus Kubitzki: Alismatanae and Commelinanae (except Gramineae) 1998, ISBN 3-662-03531-6. (springer.com)
- Klaus Kubitzki, Clemens Bayer: Malvales, Capparales and Non-betalain Caryophyllales 2003, ISBN 3-662-07255-6. (springer.com)
- K. Kubitzky: Celastrales, Oxalidales, Rosales, Cornales, Ericales. 2004, ISBN 3-662-07257-2. (springer.com)
- Joachim W Kadereit: Lamiales (except Acanthaceae including Avicenniaceae). 2004, ISBN 3-540-40593-3. (books.google.com.ar)
- Joachim W. Kadereit, Charles Jeffrey: Asterales. 2007, ISBN 978-3-540-31051-8. (springer.com)
- Klaus Kubitzki: Berberidopsidales, Buxales, Crossosomatales, Fabales p.p., Geraniales, Gunnerales, Myrtales p.p., Proteales, Saxifragales, Vitales, Zygophyllales, Clusiaceae Alliance, Passifloraceae Alliance, Dilleniaceae, Huaceae, Picramniaceae, Sabiaceae. 2007, ISBN 978-3-540-32214-6. (books.google.com.ar)
- Klaus Kubitzki: Sapindales, Cucurbitales, Myrtaceae. 2011, ISBN 978-3-642-14396-0. (books.google.com.ar)
- K. Kubitzky: Malpighiales. 2014, ISBN 978-3-642-39417-1. (springer.com)
- Job Kuijt, Bertel Hansen: Santalales, Balanophorales. 2015, ISBN 978-3-319-09296-6. (springer.com)
- Elizabeth A. Kellogg: Poaceae. 2015, ISBN 978-3-319-15331-5. (springer.com)
- Joachim W. Kadereit, Volker Bittrich (Hrsg.): Aquifoliales, Boraginales, Bruniales, Dipsacales, Escalloniales, Garryales, Paracryphiales, Solanales (except Convolvulaceae), Icacinaceae, Metteniusaceae, Vahliaceae. 2016, ISBN 978-3-319-28532-0. (springer.com)
- Joachim W. Kadereit, Volker Bittrich (Hrsg.): Apiales, Gentianales (except Rubiaceae). 2018, ISBN 978-3-319-93604-8. springer.com